# ピエール・ド・ブレゼ
ピエール（2世）・ド・ブレゼ（フランス語: Pierre II de Brézé, 1412年 - 1465年7月16日）は、15世紀フランスの貴族。百年戦争で台頭しノルマンディー代官（セネシャル）を務めた。ピエール（1世）・ド・ブレゼの子。ブレゼはBreszéともつづる。
1433年、フランス王国アルテュール・ド・リッシュモン大元帥ならびにヨランド・ダラゴン王妃と図り、フランス王シャルル7世の寵臣ジョルジュ・ド・ラ・トレモイユを襲撃、殺害に至らなかったが宮廷から追放した。シャルル7世王に気に入られ新たに寵臣となり、行政手腕を買われて出世、王の愛人アニェス・ソレルと組んで宮廷を掌握した。これに反感を抱いたルイ王太子（後のルイ11世）により1446年に暗殺されかけたが、失敗した王太子が領地ドーフィネへ逃亡する一幕もあった。

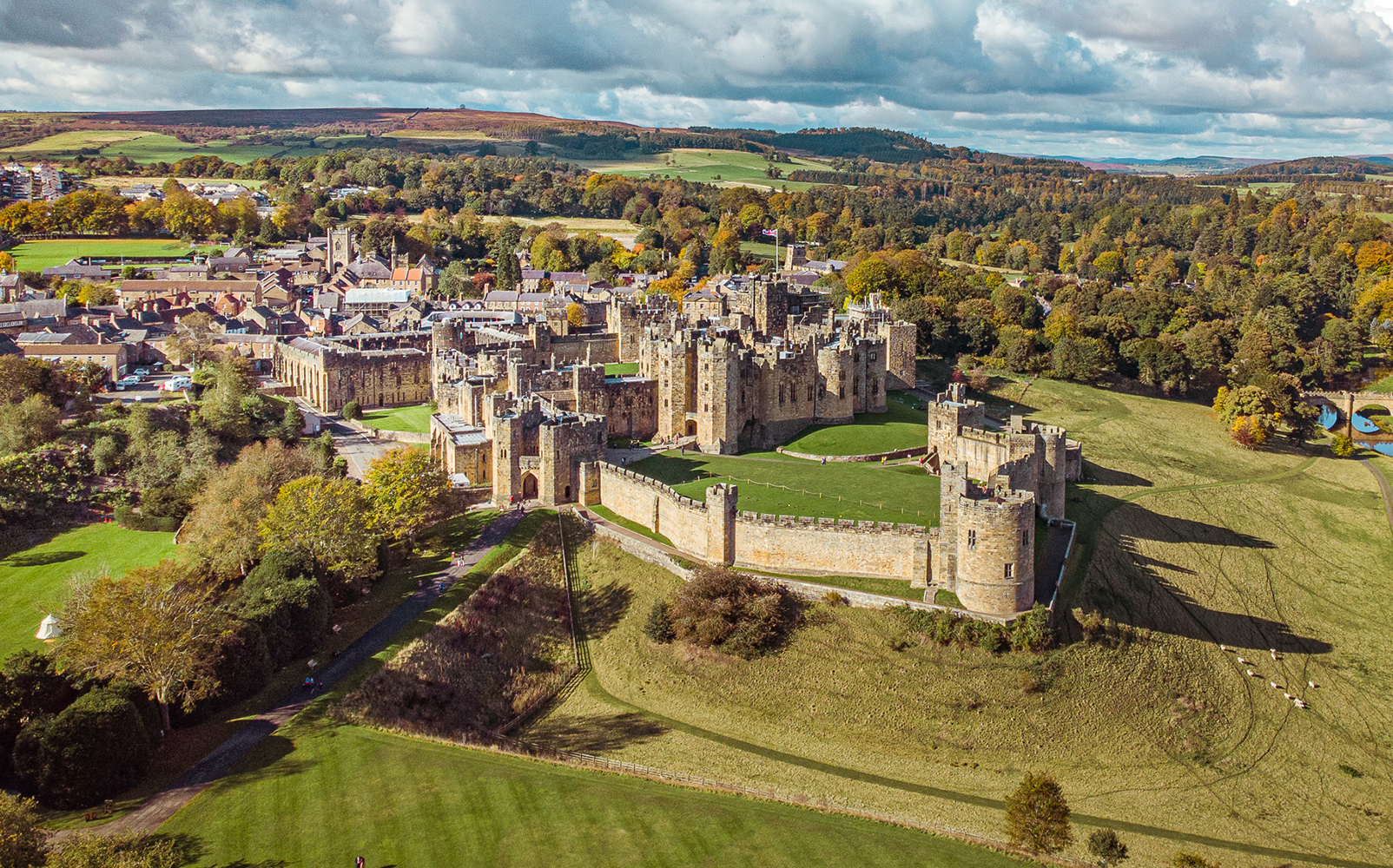
アニックの城

傭兵という側面も備えたブレゼは、しばしばフランス国内で徒党を組んで略奪に及んでいたが、1450年にはイングランド軍を攻めるリッシュモン大元帥に従うとフォルミニーの戦いで陣形の右翼を任され、敵軍を撃破した。1461年にシャルル7世が亡くなりルイ11世が即位すると一時投獄されるが、釈放後は新王に忠誠を尽くす。1462年に薔薇戦争でヨーク派に敗れスコットランドに逃亡していたヘンリー6世の王妃マーガレット・オブ・アンジュー（ヨランドの孫娘）はフランスへ渡る。王妃が自らの従兄であるフランス王に援助を要請すると、ブレゼは王命を受け小規模ながら援軍を率いてスコットランドへ向かい、イングランドを攻めた。ただし一緒に渡海したマーガレット王妃は、スコットランドとの国境に近い北イングランドの自軍の拠点を敵対するヨーク派のエドワード4世に落とされ、翌1463年にアニックの城が奪われるとフランス亡命を余儀無くされている。この時王太子エドワードを伴った。
ブルゴーニュ公シャルルとルイ11世が対立するとブレゼは後者に味方し、ルーアン代官職を任され、さらに王の異母妹シャルロットが降嫁してブレゼの息子ジャックと結婚した。1465年、モンレリの戦いでは王軍の前衛を率いてブルゴーニュ軍に対峙し、戦没した。官職と所領は子孫に受け継がれ、息子夫婦の間に生まれた孫ルイは1515年にディアーヌ・ド・ポワチエと結婚した。

## 書簡ほか
- 書簡。 (Calque（複写）) 1462年3月12日付のピエール・ド・ブレゼ発の書簡、受取人は不明、署名入り. ピエール・ド・ブレゼ コピーによる複製。
  - フランス国立図書館の蔵書目録に添えてある通知と参考情報より、ロジェ・ド・ガニエール（収集家）。原本はオックスフォード大学ボドリアン図書館の収蔵。
  - 主題：ノルマンディの偉大な元老ピエール・ド・ブレゼは1465年に亡くなり、妻ジャンヌ・クレスパンの死没は1465年以降。
- Pierre de Brézé (1462) (フランス語). 手稿

### 関連資料
脚注に使っていない資料。
- Bernus, Pierre (1908). Le rôle politique de Pierre de Brezé au cours des dix dernières années du règne de Charles VII (1451-1461) [シャルル7世 (1451-1461) の治世末期の10年間におけるピエール・ド・ブレゼの政治的役割]. 69. Bibliothèque de l'école des chartes（フランス国立古文書学校図書館）. pp. 303-347ダウンロード可能な記事。
- Chastelain, George (1783) (フランス語). ms. IV 287 [手稿、中期フランス語]
  - Bernus, Pierre (1912) (フランス語). Louis XI et Pierre de Brezé (1440-1465) [ルイ11世とピエール・ド・ブレゼ (1440-1465)] (マイクロフォーム). G. Grassin, Angersその他の利用可能な形式は書籍。
- Méchineau, Pierre (1986) (フランス語). Les chevaliers de la victoire : Pierre de Brézé, ministre de Charles VII, 1408-1465 [勝利の騎士 : ピエール・ド・ブレゼ、シャルル7世の大臣、1408–1465年] (電子書籍). Editions du Choletais, Cholet